# Enrique V. Iglesias
Enrique Valentín Iglesias García (né le 29 mars 1930 à Arancedo, dans les Asturies, Espagne) est un économiste espagnol. 

## Biographie
Il est secrétaire technique de la Commission des investissements et du développement économique, un organisme intergouvernemental uruguayen, de 1960 à 1967 puis président de la Banque centrale de l'Uruguay jusqu'en 1968.
De 1972 à 1985, il est secrétaire exécutif de la Commission économique pour l'Amérique latine et les Caraïbes (CEPAL) au sein de l'Organisation des nations unies, et à partir de 1981, secrétaire général de la conférence des Nations unies sur les énergies nouvelles et renouvelables.
Ministre des Affaires étrangères de son pays entre 1985 et 1988, sous la présidence de Julio María Sanguinetti, il est nommé en 1988 président de la Banque interaméricaine de développement (BID). Il quitte ce poste pour devenir le premier secrétaire général ibéro-américain le 1er octobre 2005. Son mandat prend fin le 1er avril 2014. 
Enrique V. Iglesias est un membre honoraire du Club de Rome.
Il est également membre du comité d'honneur de la Fondation Chirac depuis son lancement en 2008 par l'ancien président de la République française, Jacques Chirac.

## Distinctions
- Grand-croix de l'ordre d'Isabelle la Catholique
- Grand officier de la Légion d'honneur